# Eveleen Myers
Eveleen Tennant Myers (21. listopadu 1856, Russell Square, Londýn – 12. března 1937, Londýn) byla anglická fotografka.

## Životopis
Eveleen Tennant byla třetí dcerou Charlese Tennanta (1796–1873) a Gertrudy Barbary Rich Collierové (1819–1918). Její sestra byla umělkyně Dorothy Tennantová. Za muže si v roce 1880 vzala psychologa, vědce a spisovatele Frederica Williama Henryho Myerse (1843–1901). Měli spolu dva syny, starší byl spisovatel Leopold Hamilton Myers (1881–1944) a dceru, spisovatelku Silvii Myers Blennerhassettovou.
Tennant pózovala malířům PreRaphaelitům jako byli George Frederic Watts nebo John Everett Millais.
Myers začal fotografovat v roce 1888 a fotografovala svou rodinu a přátelské návštěvy. Byla samoukem.

## Sbírky
Národní portrétní galerie (Londýn) vlastní 203 jejích fotografických portrétů, a také 30 portrétů, na kterých je zobrazena Myersová.
Londýnská Tate má ve sbírkách portrétní malby Myersové od Wattse a od Millaise.

## Galerie

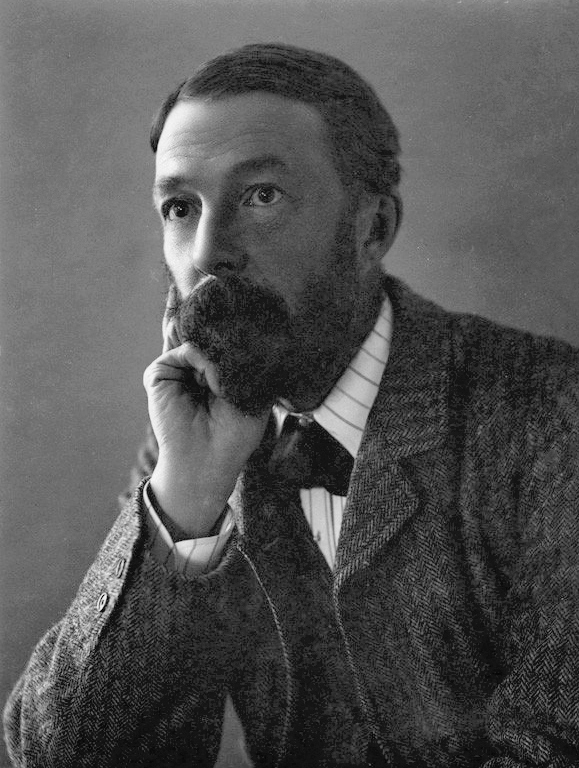
Básník John Addington Symonds, 80. léta 19. století
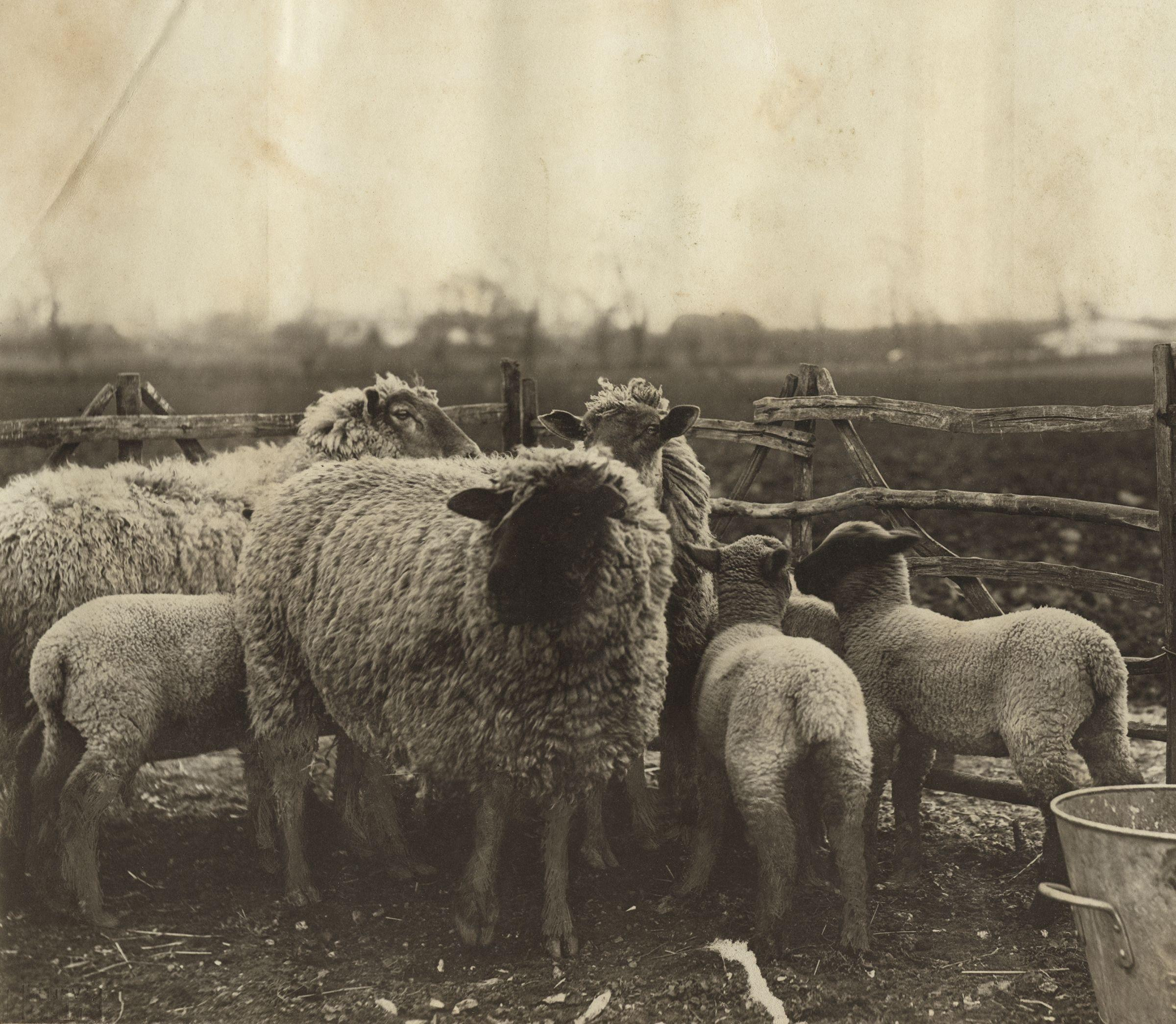
Stádo ovcí, Leckhampton
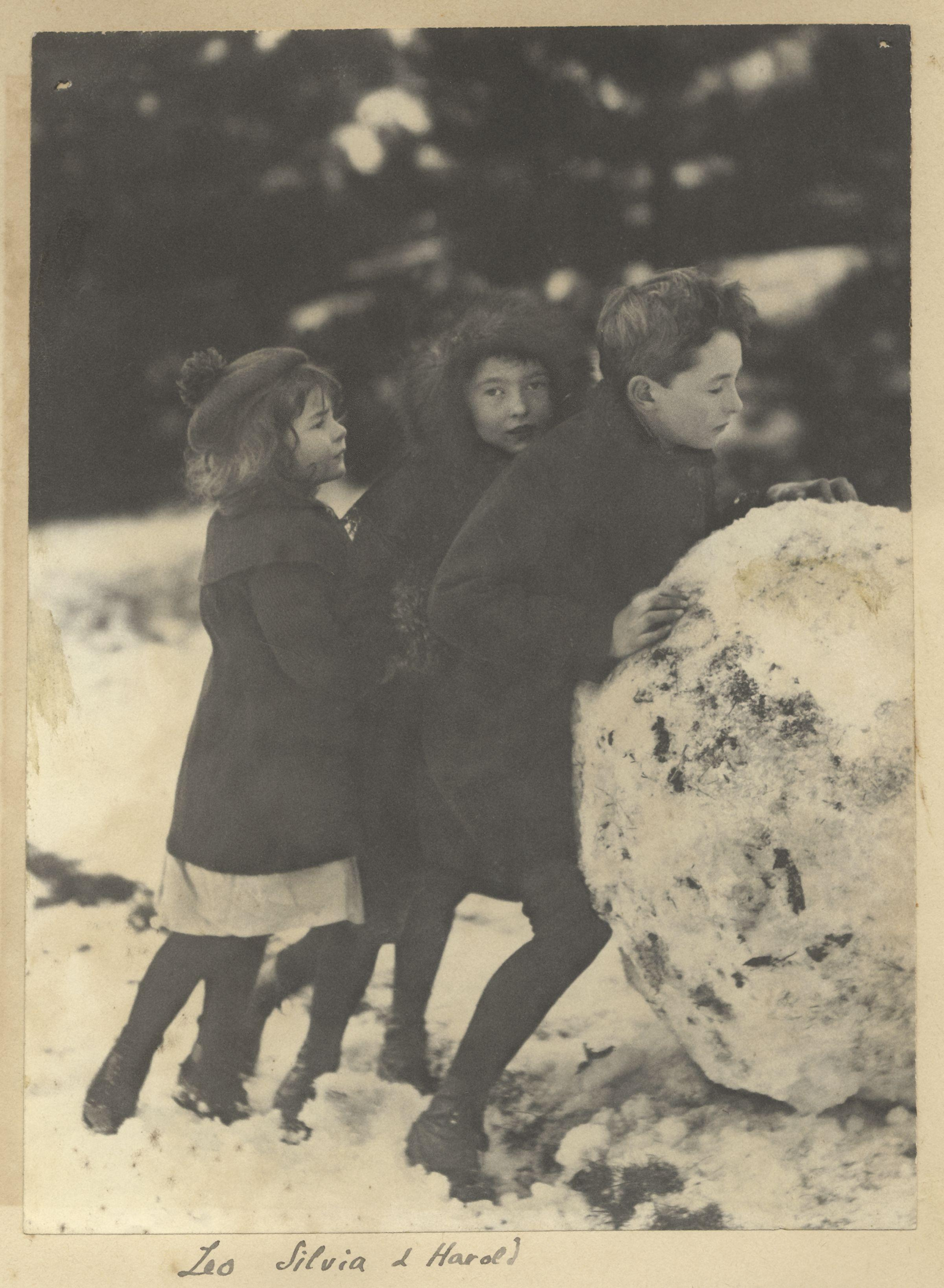
Harold Hawthorn Myers; Silvia Constance Myers; Leopold Hamilton Myers
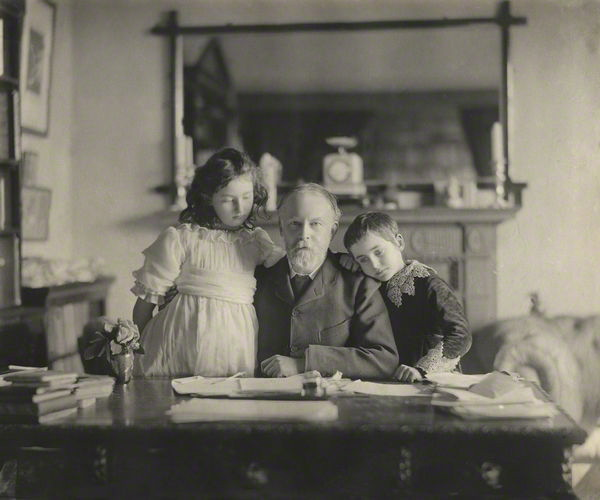
Silvia Constance Myers; Frederic William Henry Myers; Harold Hawthorn Myers
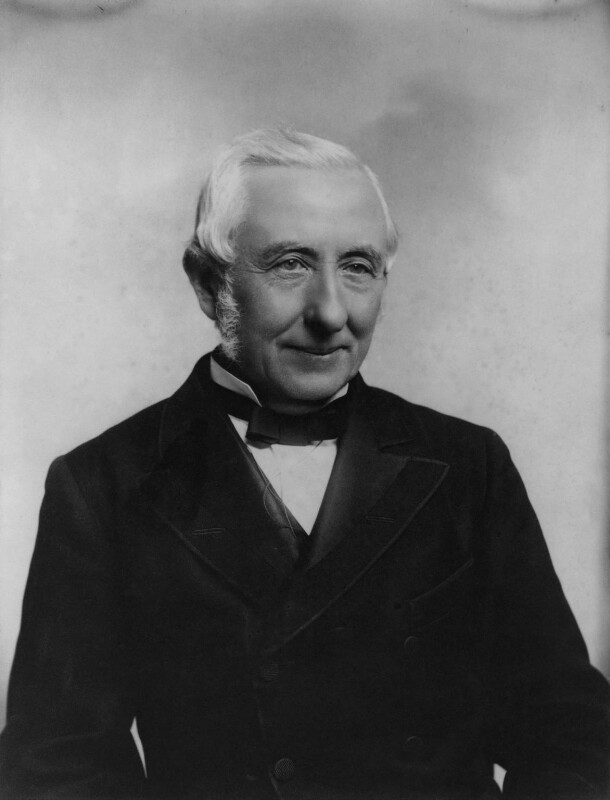
Sir William Mackinnon, 90. léta 19. století
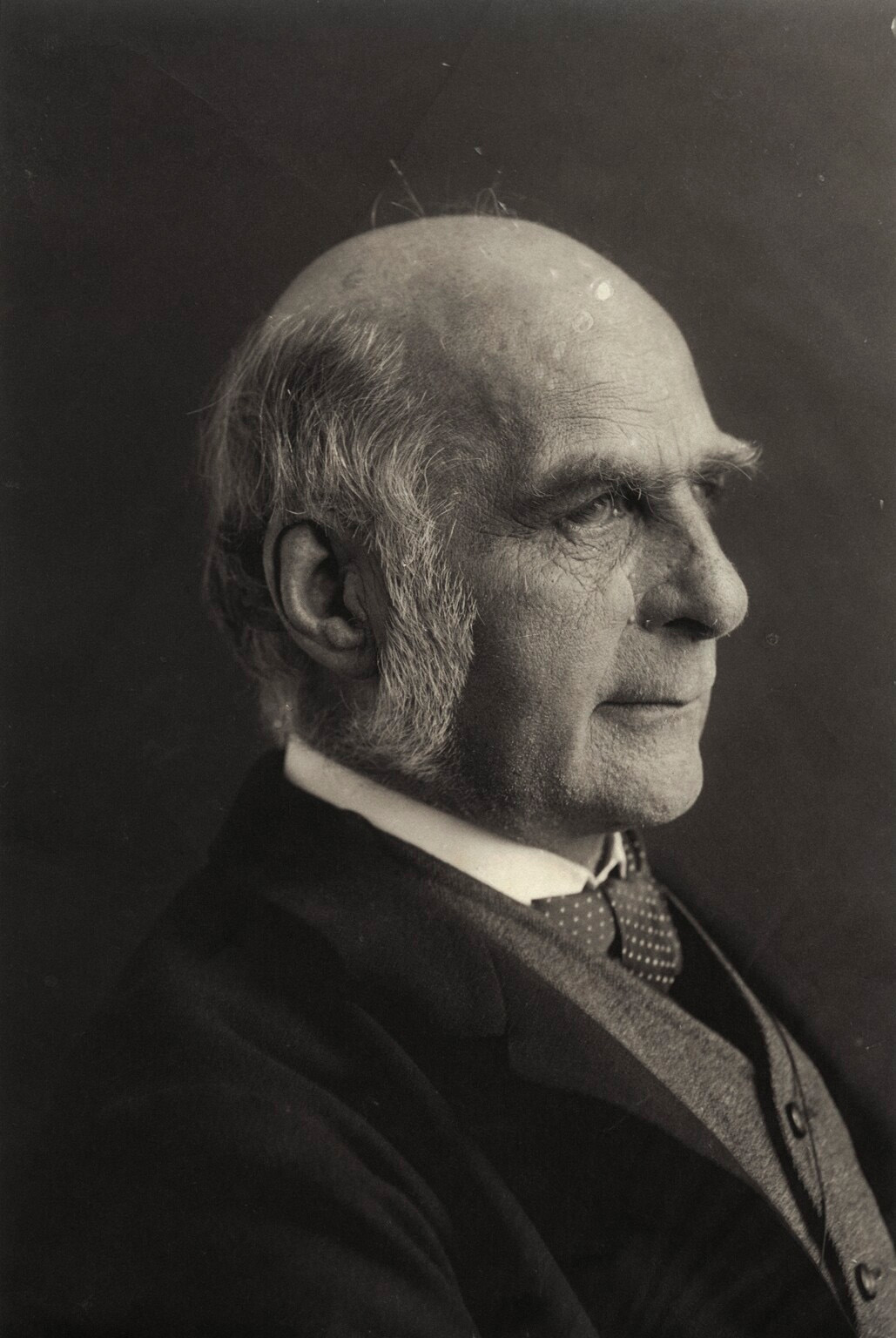
Sir Francis Galton, 90. léta 19. století